# Soluzione estrema (film 1996)
Soluzione estrema (Once a Thief) è un film per la televisione del 1996 diretto da John Woo, rifacimento del film Once a Thief (1991) dello stesso Woo. Il telefilm funge anche da episodio pilota della serie televisiva omonima, trasmessa per una sola stagione sulla CTV tra il 1997 e il 1998.

## Trama
Li Ann Tsei, Mac Ramsey e Michael Tang sono tre ladri al soldo del boss della Triade e padre di Michael. Li Ann è innamorata di Mac, ma è decisa a sposare Michael. Il trio decide di rubare i soldi del boss e di fuggire da Hong Kong.